# 狼大全集II
『狼大全集II』（おおかみだいぜんしゅう に）は、MAN WITH A MISSIONの映像作品集第2弾。
Blu-ray Disc、DVD初回限定盤（2枚組）、DVD通常盤の3形態で発売された。

## 収録曲
- Live Video Tour 2013〜あなたの街に19ヨツアー完全版FINAL〜
同名のツアーから、2013年5月6日に行われた初の日本武道館ライブを全曲収録。
  1. DON'T LOSE YOURSELF
  2. Feel and Think
  3. Take What U Want
  4. distance
  5. WELCOME TO THE NEWWORLD
  6. フォーカスライト
  7. Bubble of Life
  8. Mash UP the DJ!
  9. FROM YOUTH TO DEATH
  10. 1997
  11. Emotions
  12. DANCE EVERYBODY
  13. SCENT OF YESTERDAY
  14. アカツキ
  15. colours
  16. Smells Like Teen Spirit
  17. TAKE ME HOME
  18. FLY AGAIN
  19. RAIN OF JULY
  20. PANORAMA RADIO
  21. Get Off of My Way
  22. NEVER FXXKIN' MIND THE RULES
- Document of Tour
ツアーの舞台裏。
- Opening Movie
ライブのオープニング用に手塚プロダクションとのコラボレーションで制作されたアニメーション。
  - "MWAM x TEDUKA"
- Special Mission
ライブ会場で流れた動画。DVD通常盤には未収録、DVD初回限定盤ではDisc2に収録されている。
  - トーキョー・タナカ 腕相撲バトルに挑戦!!